# Yandaminta Creek
Yandaminta Creek är ett vattendrag i Australien. Det ligger i delstaten New South Wales, i den sydöstra delen av landet, omkring 1 100 kilometer nordväst om delstatshuvudstaden Sydney.
Omgivningarna runt Yandaminta Creek är i huvudsak ett öppet busklandskap. Trakten runt Yandaminta Creek är nära nog obefolkad, med mindre än två invånare per kvadratkilometer. Genomsnittlig årsnederbörd är 306 millimeter. Den regnigaste månaden är februari, med i genomsnitt 109 mm nederbörd, och den torraste är oktober, med 1 mm nederbörd.